# Perfect
«Perfect» — другий сингл третього студійного альбому австралійської співачки Ванесси Аморозі — «Somewhere in the Real World». В Австралії сингл вийшов 26 квітня 2008 на CD і 5 квітня 2008 для продажу в інтернеті.
Сингл «Perfect» став найпопулярнішим на австралійському радіо, а також 6 червня 2008 став хітом на «Australian iTunes Store». Пісню використовували в рекламуванні американського шоу «Bionic Woman» («Seven Network») і в рекламі джинсів Кельвіна Кляйна.

## Список пісень
| #  | Назва                              | Автор                        | Тривалість |
| -- | ---------------------------------- | ---------------------------- | ---------- |
| 1. | «Perfect»                          | Ванесса Аморозі, David Franj | 04:49      |
| 2. | «Perfect» (версія для радіо)       | Ванесса Аморозі, David Franj | 03:20      |
| 3. | «Perfect» (душевна версія)         | Ванесса Аморозі, David Franj | 06:09      |
| 4. | «Perfect» (інструментальна версія) | Ванесса Аморозі, David Franj | 04:52      |

Цифрове завантаження на iTunes
| #  | Назва                                                                | Автор                        | Тривалість |
| -- | -------------------------------------------------------------------- | ---------------------------- | ---------- |
| 1. | «Perfect» (версія для радіо)                                         | Ванесса Аморозі, David Franj | 04:49      |
| 2. | «(You Make Me Feel Like) A Natural Woman» (Live from Bluesfest 2007) |                              | 05:17      |

## Музичне відео
Режисер — Стюарт Гослінг (англ. Stuart Gosling). Прем'єра відбулась 24 березня 2008 року .
Відеокліп показує Ванессу, яка йде по пустелі. Сама Ванесса Аморозі прокоментувала музичне відео так: «Ідея відеокліпу полягала в тому, що краса має безліч різних форм, і ви можете прикрашати себе аксесуарами, щоб стати гарним й прекрасним, але все одно будете виглядати, як гарний демонтаж всього цього шляху».

## Офіційні версії
- Стандартна версія (Album version) — 04:49
- Акустична версія (Acoustic version) — 05:54
- Версія для радіо від Bexta (Bexta radio edit) — 04:25
- Інструментальна версія (Instrumental) — 04:52
- Paolos San Terenzo ремікс (Paolos San Terenzo remix) — 04:00
- T-Funk ремікс (T-Funk remix) — 03:27
- Версія для радіо (Radio edit) — 03:20
- Душевна версія (Soulful version) — 06:09

## Чарти
| Чарт (2008)               | Місце |
| ------------------------- | ----- |
| ARIA Top 50 Singles Chart | 4     |

### Річні чарти
| Країна                        | Чарт | Місце |
| ----------------------------- | ---- | ----- |
| ARIA End Of Year Singles 2008 | #35  |       |

## Сертифікації
| Країна           | Сертифікація |
| ---------------- | ------------ |
| Австралія (ARIA) | Платина      |

## APRA Awards
| Рік  | Нагорода    | Категорія                   | Результат  |
| ---- | ----------- | --------------------------- | ---------- |
| 2009 | APRA Awards | Most Played Australian Work | Номінована |